# سلسلة جبال بيندوس
سلسلة جبال بيندوس 
أعلى نقطة: 
- قمة سو لايكس الارتفاع:8,652 قدم و 2637 متر، الاحداثيات:40°05′20″N 20°55′31″E 
الابعاد: 
- الطول 112 ميل (180 كم) من الشمال إلى الجنوب والعرض 35 ميل (56 كم). 
جغرافية الموقع: 
-الدول: اليونان وألبانيا. 
-المحافظات /المقاطعات: غرب مقدونيا، إبيروس، وسط اليونان، مقاطعة كورتشي ومقاطعة غيروكاستر الجيولوجية. 
جيولوجياً: 
-الفترة: الهولوسين.
تقع سلسلة جبال بيندوس في شمال اليونان وجنوب البانيا علئ امتداد 160 كم.تقريباً مع ارتفاع يصل إلى 2.637 متر كحد اقصئ لانها تمتد على طول الحدود من تساليا وايبورس وغالبا ما يطلق علئ مجموعة بيندوس بالعمود الفقري لليونان وتمتد سلسلة الجبال بالقرب من الحدود الالبانية اليونانية شمال ايبورس دخولاًً لمنطقتي ايبورس ومقدونيا شمال اليونان وصولا إلى شمال بيلوبونيز، كما انه جيولوجياً تشكل امتداداً لجبال الالب الدينارية التي تهيمن على المنطقة الغربية من شبة جزيرة البلقان وهذا التجمع الهائل من الجبال والقمم والهضاب والوديان والخوانق تقطع البر الرئيسي لليونان من الشمال الغربي إلى الجنوب الشرقي ويصل طوله تقريبا 230 كيلو مترا وأكبر عرضه يصل إلى 70 كيلو متر.

## الاسم
تاريخياً اسم بيندوس يشير إلى الأرض الجبلية التي تفصل منطقة ايبروس الكبرى عن منطقتي مقدونيا وتساليا ويقول بي سويتل استناداً لجون تزيتزاس كاتب بيزنطي في القرن 12 ان سلسلة جبال بيندوس تسمى ميتزوفن في ذلك الوقت ولا يمكننا ان نكون متأكدين من صحة هذا القول لكن بتأكيد هذا الاسم اعطي ليشير، الئ سلسلة الجبال وهوما أكدته أيضا ًالكثير من المصادر الأخيرة. 
وعندما ترجم اناستاسيوس قوريس بين عام 1682و1648 الئ عام 1689 لاكثر للغات التخاطب عامية من للثناء الاولي للقديس فيساريون والتي صاغه فاهومس روسانيوس في عام 1002 وقد كتب «جبل يسميه اليونانيين بيندوس هو نفس جبل ميتزوف الذي يسميه البربر» ويضيف في نفس النص «هذا الجبل ميتزوف يفصل منطقة ونينا عن منطقة سالونيك» ويرد تحديد اسم ميتسوف مع سلسلة جبال بيندوس في الموسوعة الفرنسية في عام 1756 ويظهر ايضاً جون كام لتبني وجهه النظر هذه كما قد ذكر في عام 1825 في كتاباته «الجبال الأخيرة التي لا تعرف الآن بأسم ميتسوفو يمكن ان تكون نفسها جبال بيندوس» بينما الوثيقة الابوية 1818 تقول «بسبب ارتفاع جبل بيندوس في إبيروس الذي يسمئ عادةً ميسوفو» وعلاوة على ذلك تشير سلسلة من المصادر إلى جبال بيندوس باسم «جبال ميتسوفو» ومن الواضح ان كلمة بيندوس هو جزء من تراث ادبي في كان اسم معروف لسلسلة جبال من العصور الوسط حتئ القرن التاسع عشر اما «ميتسوفو أو جبال ميتسوفو» وعلى الاغلب ان هذا الاسم لم يشمل السلسلة كاملة كما هو من المفترض اليوم لكن فقط الجزاء المتوسط بين منطقة اسبرويوتاسوم وينابيع نهر اووز والجدير بالذكر أيضا ان هذا الجزء يتزامن مع المنطقة الجبلية التي اعتاد الإغريق تسميتها بيندوس.

## الجبال الرئيسية
الجبال الأكثر أهمية في سلسلة الجبال هي جبل جراموس وجبل سموليكاس وجبل تايمفي أو جاميلا وجبل فاسيليتسا وجبل لاكموس وبيريستيري وجبال اثامانيكا أو تزوميويكا وجبال اقرافا وغيرها، وتعتبر بعض الجبال في جنوب اليونان جزء من سلسلة جبال بيندوس الموسعة، وتقع اعلئ قمة لجبل سموليكاس علئ ارتفاع يصل إلى 2.637 مترا.

## السكان
هنالك العديد من القرى في بيندوس واحد هذه القرى قرية ساماريتا التي تضم واحد من اعلى المرتفعات في اليونان وتشمل مجتمعات ارومونيانس العديد من القرى مثل بيري فولي وسميكس التي يملكها بالأصل الرعاة والمزارعين وفي العقود الأخيرة العديد من القرى مثل ميتسوفو قد تطورت إلى منتجعات سياحية مع مرافق للتزلج.

## النقل
يخدم طريق اقماتيا اودوس السريع المنطقة ويربطها مع بقية اليونان.

## سياحة
إلى جانب التضاريس الجبلية من السلسلة يوجد في المنطقة اثنان من أروع المضائق في أوروبا هما مضيق فيكوس ومضيق اووز جنبا إلى جنب مع وادي جبل فاليا كالدا فقد تم الإعلان عن المناطق المحمية التي تشكل الحديقة الوطنية في شمال بيندوس كما تقع العديد من المستوطنات الجبلية مع تاريخ طويل وهندسة معمارية فريدة في جميع انحاء المنطقة.

## الطبيعة والحياة البرية

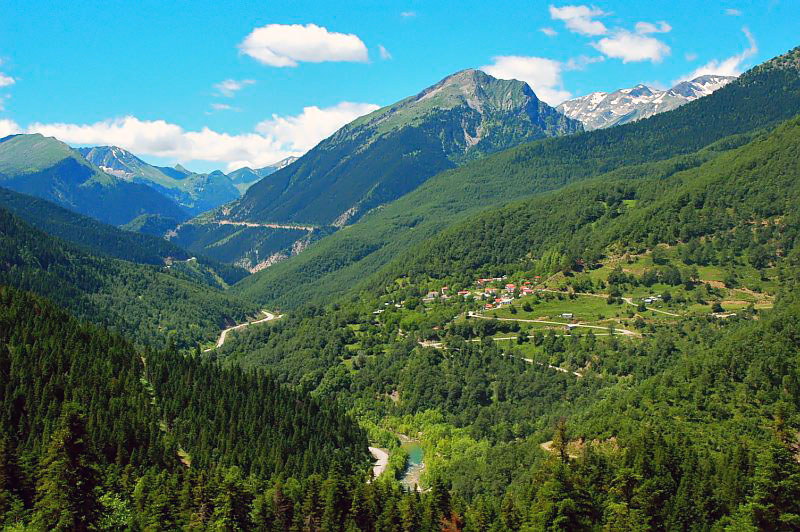
وادي ابروبوستانيوس ووقريه ميليل في وحدة اقيلم تريكالا

تغطي منطقة بيندوس الايكولوجية سلسلة واسعة من المرتفعات والموائل من الاخاديد العميقة إلى الجبال الشاهقة ومن نتائج الارتفاع في منطقة من مناطق الغابات الرئيسية. 
- منطقة الصنوبرية بأشجارها مثل نوع نمساوي فرعي من الصنوبر والتنوب اليوناني المستوطن التي تتميز في اعلئ مرتفعات السلسلة مع غابات العرعر المهيمنة بالقرب من النطاق الشجري. 

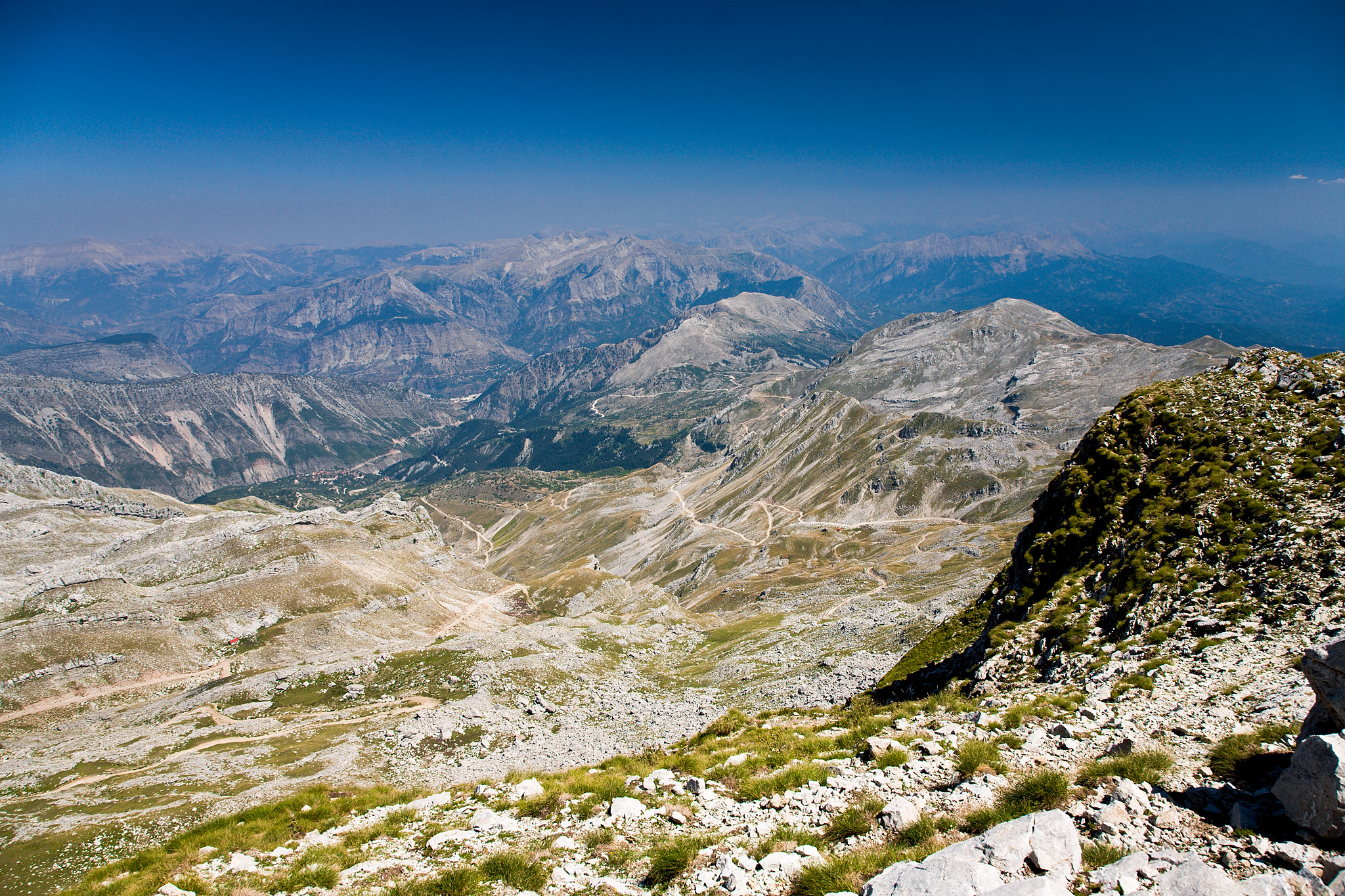
اجزاء من جنوب سلسلة جبال بيندوس

- منطقة الاشجار عريضة الاوراق المختلطة التي تسيطر على الوديان والاخاديد من الوسط والارتفاعات المنخفضة 
وهناك مستعمرات كبيره من طائر الحزين وطائر أبو ملعقة والبلشون وسمك البجع والمياه الباردة من البحيرات الجبلية من بيندوس مثل جبل الصنوبر والغابات المختلطة الايكولوجية عريضة الأوراق وهذه إحدى المناطق القليلة في أوروبا حيث البجع الدلماسي النادر الذي يمكن العثور عليه وقد تم العثور على الذئاب وابن اوى والدببة في الغابات. 
وقد واجهت غابات هذه المناطق الايكولوجية العديد من التهديدات علئ مدار التاريخ البشري بما في ذلك الافراط في الرعي والزراعة وإزالة الغابات حيث ان أكبر التهديدات تأتي الآن من تطور السياحة الجبلية ومنتجعات التزلج على الجليد وذلك بسبب عدم استقرار الاتربة على الجبال شديدة الانحدار وبناء الطرق وعمليات القطع الواضحة التي ادت إلى انهيارات أرضية خطيرة ومنحدرات جبلية كذلك التعدين لخام البوكسايت والرعي الجائر والافراط في جمع النباتات تهدد أيضا التنوع البيولوجي لهذه المناطق الايكولوجية.

## الحدائق الوطنية
في القسم اليوناني من جبال بيندوس هناك نوعان من الحدائق الوطنية: 
-حديقة فاكوس اووز الوطنية. 
تقع حديقة فاكوس اووز الوطنية جنوب مدينة كونيستا في الجزء الغربي من منطقة زاقوري وتتضمن الحديقة جبل تايمفي وفاكوس جورجي واووز جورجي وقد تم انشائها عام 1973 
-حديقة بيندوس الوطنية. 
تقع حديقة بيندوس الوطنية (المعروفة باسم فاليا كالدا)في منطقة نائية شمال غربي جبال بيندوس وشمال مدينة ميتسوف وجنوب بيرلي فولي أنشئت الحديقة من حوالي 7.000هكتار في عام 1966 ويوجد بها غابات الصنوبر الأسود وخشب الزان وفي الأجزاء العليا يوجد الصنوبر الرئيسي وتعتبر هذه الحديقة موطن للدببة وللقطط البرية والوشوق.
وقد تم اختيار الحديقة الوطنية كجزء أساسي لاثنتين من القطع النقدية عالية القيمة لجامعي اليورو وفي عام تم رسم النقود على العلات التذكارية فئة 10 دولار الطيور اليونانية والورود واشجار الصنوبر الأسود وعلى الوجه الآخر من القطعة النقدية يوجد منظر بانورامي لأشجار الصنوبر الأسود التي تنتشر في الحديقة.

## روابط خارجية
- Greek Mountain Flora

1. ↑  "معلومات عن سلسلة جبال بيندوس على موقع enciclopedia.cat". enciclopedia.cat. مؤرشف من الأصل في 2019-09-05.
2. ↑  "معلومات عن سلسلة جبال بيندوس على موقع babelnet.org". babelnet.org. مؤرشف من الأصل في 2019-09-03.
3. ↑  "معلومات عن سلسلة جبال بيندوس على موقع d-nb.info". d-nb.info. مؤرشف من الأصل في 2019-09-03.